# HŠK Uskok Zagreb
Hrvatski športski klub Uskok Zagreb bio je hrvatski nogometni klub iz Zagreba.
Oto Hohnjec, Ivo Mašić, Hinko Potocki i Stjepan Šulek osnovali su HŠK Orao 1921. Iduće godine promijenio je ime u HŠK Uskok. Godine 1932. ujedinio se sa Zagrebačkim ŠK, a sredinom 1930-ih s klubom trgovačke kuće Kastner i Öhler. Ta je tvrtka bila glavni sponzor kluba.  Raspušten je 6. lipnja 1945. odlukom ministra narodnog zdravlja FD Hrvatske.
Klupska adresa 1925. bila je Kolodvorska ulica 23a, a 1932. Ljubljanska ulica 13. Klupske boje 1932. bile su bijela, zelena i crna.